# Politikdidaktik
Die Politikdidaktik ist eine wissenschaftliche Disziplin, die als Fachdidaktik die Lehr- und Lernprozesse für die schulische und außerschulische Politische Bildung zum Gegenstand hat. Sie ist weder Unterdisziplin der Pädagogik noch der Politikwissenschaft, sondern eine eigenständige Disziplin. Fachlich weist sie Bezüge zu verschiedenen Fachwissenschaften auf. Zentral ist die Politikwissenschaft. Es gibt Überschneidungen mit der Geschichtsdidaktik, der Didaktik der Soziologie und der Wirtschaftspädagogik in den Wirtschaftswissenschaften.

## Aufgabe und Zielsetzung
Die zentrale Aufgabe der Politikdidaktik ist die Auswahl, Legitimation und Transformation von Lerninhalten des politischen Unterrichts. Für die Bestimmung der Inhalte und Ziele des Politikunterrichts reicht es angesichts der pädagogischen Herausforderungen und der Ergebnisse der Lernpsychologie nicht aus, politische Lehr- und Lernprozesse ausschließlich unterrichtsmethodisch zu fundieren. Sie sind kategorial oder theoretisch zu begründen und empirisch zu erforschen.
Zentrales Bildungsziel der politikdidaktischen Arbeit ist die politische Mündigkeit der Lerner, die ihr Leben selbst bestimmen sollen, wozu Kompetenzen erforderlich sind. Im Zuge der Kompetenzorientierung im deutschen Bildungssystem hat die Gesellschaft für Politikdidaktik und politische Jugend- und Erwachsenenbildung (GPJE) im Jahr 2004 ein theoretisch begründetes Kompetenzmodell und folgende Kompetenzziele erstellt:
- politische Urteilsfähigkeit
- politische Handlungsfähigkeit
- methodische Fähigkeit

Inzwischen sind weitere, wissenschaftlich begründete Kompetenzmodelle entwickelt worden. Sie beschreiben die Fachinhalte, die Urteils- und Handlungsfähigkeit sowie die Einstellungen und Motivationen. Für politisches Handeln sind verschiedene Kompetenzen wie das Argumentieren, Urteilen, Bewerten, Vergleichen oder Problemlösen erforderlich, die sowohl fachlich als auch überfachlich verortet sind. Außerdem hat sich eine Theorie der Politikdidaktik herausgebildet.
Ein spezielles Problem sind Leistungsbeurteilungen (Tests, Klausuren) im Politikunterricht, da sie leicht unter dem Verdacht der Gesinnungskontrolle stehen. Das fachliche Abwägen von Fakten und Positionen steht im Vordergrund. Hier sind die Bewertungsaspekte an das Fachwissen gebunden (Sabine Manzel, Georg Weißeno, 2017). Die empirische politikdidaktische Kompetenzforschung dient der theoretischen und empirischen Rekonstruktion der jeweiligen kontextspezifischen Leistungsdispositionen. Auf dieser Basis konnte das theoretisch gut begründete Modell der Politikkompetenz mit einer großen Anzahl von Indikatoren dicht beschrieben und empirisch überprüft werden.

## Kategorien
Die Politikdidaktik transformiert die politischen Gegenstände in Lerninhalte. Zentrale Kategorien (im Sinne Wolfgang Klafkis kategorialer Bildung) dieser politikdidaktischen Prinzipien sind:
- Schülerorientierung
- Konfliktorientierung (Lehrreich sind politische Konflikte.)
- Problemorientierung
- Handlungsorientierung
- Fallorientierung (Konkrete Einzelfälle dienen als Material.)

## Entwicklung der Disziplin

### Nachkriegszeit
In den 1950er Jahren wurde die politische Bildung in der Bundesrepublik zunächst zum Gegenstand der Pädagogik, nachdem vor allem die Besatzungsmacht USA eine Demokratisierung im Schulleben gefordert hatte. Eine „Erziehung zum Staat“ wie im Nationalsozialismus war unmöglich geworden. Der Pädagoge Theodor Wilhelm bot das Modell der „Partnerschaftserziehung“. Durch menschlichen Umgang im Alltag solle gelernt werden, wie man politische Probleme löst, etwa durch Fairness, die im Sport geübt werden kann. Kritiker wie Theodor Litt betonten dagegen, dass es in der Politik um Macht und Kampf gehe.

### Von 1960ern bis zum Beutelsbacher Konsens
Seit den 1960er Jahren griff auch die Politikwissenschaft das Thema auf, seither entwickelte sich die Politikdidaktik in verschiedene Richtungen. 1962 wurde in Gießen die erste Dozentur für Politikdidaktik eingerichtet. Die „Gründungsväter“ der Disziplin wie Wolfgang Hilligen, Kurt Gerhard Fischer und Hermann Giesecke orientierten sich in Bezug auf ihre didaktischen Konzeptionen vor allem an der politischen Realität, das Marburger SDS-Mitglied Rolf Schmiederer wollte die Lernenden gesellschaftlich aufklären, ihre „objektiven Interessen“ erkennen lassen und zur Änderung der gesellschaftlichen Verhältnisse befähigen. Der Mainzer Fachleiter Bernhard Sutor richtete dagegen den Fokus auf konkrete Lerninhalte und deren Benennung. Die didaktischen Konzeptionen der Zeit waren stark normativ geprägt. Im Zuge einer durch die 68er-Bewegung angestoßenen politischen Polarisierung verschärften sich die Auseinandersetzungen (Hessische Rahmenrichtlinien für Gesellschaftskunde) auch in der Disziplin, zu deren Abbau allerdings der Beutelsbacher Konsens 1976 beitrug. Sutor, Dieter Grosser, Manfred Hättich und Heinrich Oberreuter veröffentlichten 1976 Politische Bildung. Grundlegung und Zielprojektionen für den Unterricht an Schulen als Gegenentwurf zu dem damals im Politikunterricht weit verbreiteten Marxismus.

### Ab 1980
Mit der hohen Lehrerarbeitslosigkeit und dem damit einhergehenden Rückgang der Studierendenzahlen an den Hochschulen geriet auch die Politikdidaktik als Disziplin in eine Krise. Auch die Politikwissenschaft entkoppelte sich zunehmend von der politischen Bildung. Die Phase von 1980 bis 2000 wurde aber auch als „Phase der Pluralisierung“ bezeichnet, da sich eine Vielzahl von neuen Unterrichtsmethoden und -ansätzen entwickelte; zeitgleich setzte sich auch in der Politikdidaktik eine „empirische Wende“ durch. Auch die deutsche Wiedervereinigung stellte einen wichtigen Impuls für die Politikdidaktik dar und trug zu deren institutioneller Stabilisierung bei. Mit der PISA-Debatte, die den politischen Unterricht überhaupt nicht im Fokus hatte, kam ein neuer Impuls. Durch die Klieme-Expertise angestoßen, begann ab 2003 im Fach zudem die Debatte um Kompetenzen.
Die Politikdidaktik ist heute an deutschen Hochschulen durch ca. 40 Lehrstühle in der Lehrerbildung für die politische Bildung an den allgemeinbildenden und berufsbildenden Schulen vertreten. Es gibt mehrere spezifisch politikdidaktische Verbände: die Gesellschaft für Politikdidaktik und politische Jugend- und Erwachsenenbildung (GPJE), die Deutsche Vereinigung für Politische Bildung (DVPB). Außerdem hat die Deutsche Vereinigung für Politikwissenschaft (DVPW), in der sich vorwiegend politikwissenschaftliche Hochschullehrer organisieren, eine Sektion Politikwissenschaft und Politische Bildung, deren Sprecher u. a. Rico Behrens ist.
In Österreich, wo es politische Bildung nur an Berufsschulen als eigenes Fach gibt, ansonsten häufig als Fächerkombination mit Geschichte und als allgemeines Unterrichtsprinzip, ist die Disziplin akademisch kaum vertreten. Im Jahr 2017 wurde jedoch an der Universität Salzburg eine Universitätsprofessur für Geschichts- und Politikdidaktik eingerichtet, Lehrstuhlinhaber ist Christoph Kühberger, und an der Universität Wien der Arbeitsbereich Didaktik der Politischen Bildung eingerichtet, Lehrstuhlinhaber ist Dirk Lange. Die Österreichische Gesellschaft für Politikwissenschaft hat eine eigene Sektion Politikdidaktik. Daneben kümmert sich auch die politikdidaktisch ausgerichtete Interessengemeinschaft für Politische Bildung (IGPB) in Österreich, um eine Weiterentwicklung der Disziplin.
Die Schweizerische Vereinigung für politische Wissenschaft hat keine politikdidaktische Sektion.

## Positionen
Die deutsche Politikdidaktik ist im Zuge der Kompetenzdebatte nach 2000 unter Druck geraten, ihre zentralen Konzepte zu definieren. Grundsätzlich stehen sich hier die Vertreter einer stärker kognitiv an spezifisch politischen Inhalten orientierten Bildung (Peter Massing u. a.) und die Vertreter einer stärker pädagogisch an politischen Einstellungen orientierten Bildung (Gerhard Himmelmann, Anne Sliwka) gegenüber. Umstritten war besonders die Stellung politischen Wissens, speziell zur Institutionenkunde. Eine kleinere Debatte gab es bereits zuvor zum Konstruktivismus in der Politikdidaktik zwischen Wolfgang Sander und Joachim Detjen. Beide Richtungen haben je eigene Kompetenzmodelle und Basiskonzepte formuliert: Das Modell der Fachgesellschaft GPJE (2010) weist drei Kompetenzdimensionen auf: „politische Urteilsfähigkeit“, „politische Handlungsfähigkeit“ und „methodische Fähigkeiten“. Weitergeführt wurde es durch das Modell Politikkompetenz von Joachim Detjen u. a. (2012), das noch die Kompetenzdimensionen Fachwissen, Politische Einstellung und Motivation hinzufügt. Teil des Modells ist das Wissensmodell „Konzepte der Politik“ (Georg Weißeno u. a. 2010), das „Ordnung“, „Entscheidung“ und „Gemeinwohl“ als die drei zentralen Basiskonzepte ausweist. Den Basiskonzepten werden 30 Fachkonzepte zuordnet, die für den Unterricht zentral seien. Dieses theoretische Modell ist weitgehend empirisch überprüft und wird in der evidenzbasierten politikdidaktischen Forschung genutzt.
Eine andere Gruppe um Wolfgang Sander hat ein Modell mit dem Titel „Konzepte der politischen Bildung“ mit dem Anspruch vorgelegt, sich nicht nur auf die Politikwissenschaft zu richten, sondern einen „multiperspektivischen sozialwissenschaftlichen Zugriff auf das Phänomen des Politischen“ zu repräsentieren (Autorengruppe Fachdidaktik 2011, S. 163). Den drei Basiskonzepten „Ordnung“, „Entscheidung“ und „Gemeinwohl“ aus dem Modell „Konzepte der Politik“ stellen sie sechs Basiskonzepte gegenüber: „System“, „Wandel“, „Macht“, „Grundorientierungen“, „Akteure“ und „Bedürfnisse“. Umstritten war zum „konzeptuellen Deutungslernen“ die Frage nach dem Erlernen von Begriffen. Monika Oberle  will Schüler im Unterricht ermöglichen, „die wissenschaftlichen Konzepte kennenzulernen und sie in die Alltagsvorstellungen zu integrieren, um so die Welt besser zu verstehen und sich auch mit anderen entsprechend differenziert austauschen zu können“. Dagegen sieht Tilman Grammes die primäre Aufgabe des Unterrichts darin, „auf der Ebene von Teilhabe an gesellschaftlichen und politischen Prozessen überhaupt erst mal eine Erweiterung von Umgangserfahrungen zu machen“ und Jugendlichen dafür den Kontakt mit Politikern zu ermöglichen.

## Internationale Entsprechungen
Der Begriff der schulischen politischen Bildung ist kaum einheitlich in die europäischen Fremdsprachen zu übersetzen: Es gibt englisch political oder civic education (civics), französisch die éducation civique/morale, italienisch die educazione civica, spanisch die formación cívica, niederländisch burgerschapsonderwijs (Bürgerschaftsunterweisung). Nicht überall ist sie ein obligatorisches eigenes Unterrichtsfach, teilweise wird sie dem Geschichtsunterricht zugewiesen, teilweise ist sie nur ein allgemeines Unterrichtsprinzip. Daher gibt es international kaum eine institutionalisierte Politikdidaktik wie im deutschen Raum. (Sander 2014)